# Villa del Nahueve
Villa del Nahueve o Los Carrizos, es una localidad ubicada en el departamento Minas, en la provincia argentina del Neuquén.
Se encuentra a 435 km de la ciudad de Neuquén, a 25 km de Las Ovejas y a 78 km de Chos Malal, a orillas del río Nahueve.
Los pobladores de Villa del Nahueve están mayormente orientados a la cría del ganado caprino, algunos pocos vacunos y pequeñas hortalizas, entramando una economía de subsistencia.

## Población
Contó con 311 habitantes (Indec, 2010), lo que representó un descenso del 12,6% frente a los 326 habitantes (Indec, 2001) del censo anterior. La población se compuso de 174 varones y 137 mujeres, lo que arrojó un índice de masculinidad del 127.01%. En tanto, las viviendas pasaron a ser 88.
Según el censo 2022 se conoció una población dentro de la comisión de fomento de 332 habitantes y 201 viviendas.
| Gráfica de evolución demográfica de Villa del Nahueve entre 1991 y 2022 |
|                                                                         |
| Fuente: Censos nacionales del INDEC                                     |

## Medios de comunicación
La localidad posee una repetidora del Canal 7 del Neuquén, filial propia de Telefe, que es administrada por el estado provincial.